# Gullringen (torp)

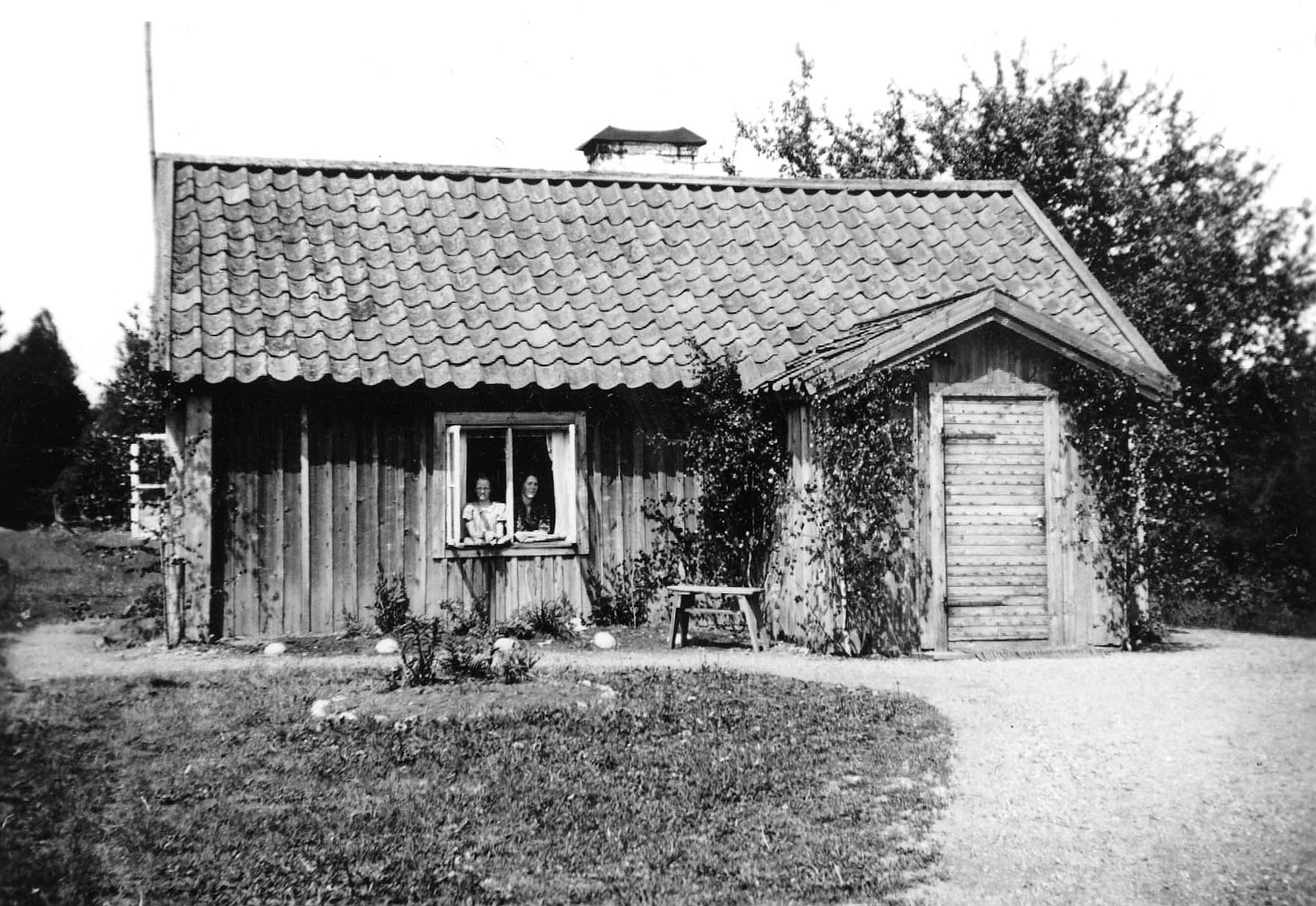
Torpet Gullringen, midsommar 1940.

Gullringen (även Guldringen) var ett 1700-tals torp i Österhaninge socken, nuvarande Haninge kommun. Det på 1950-talet rivna torpet har fått sitt namn från det närliggande Gullringskärret.

## Historik

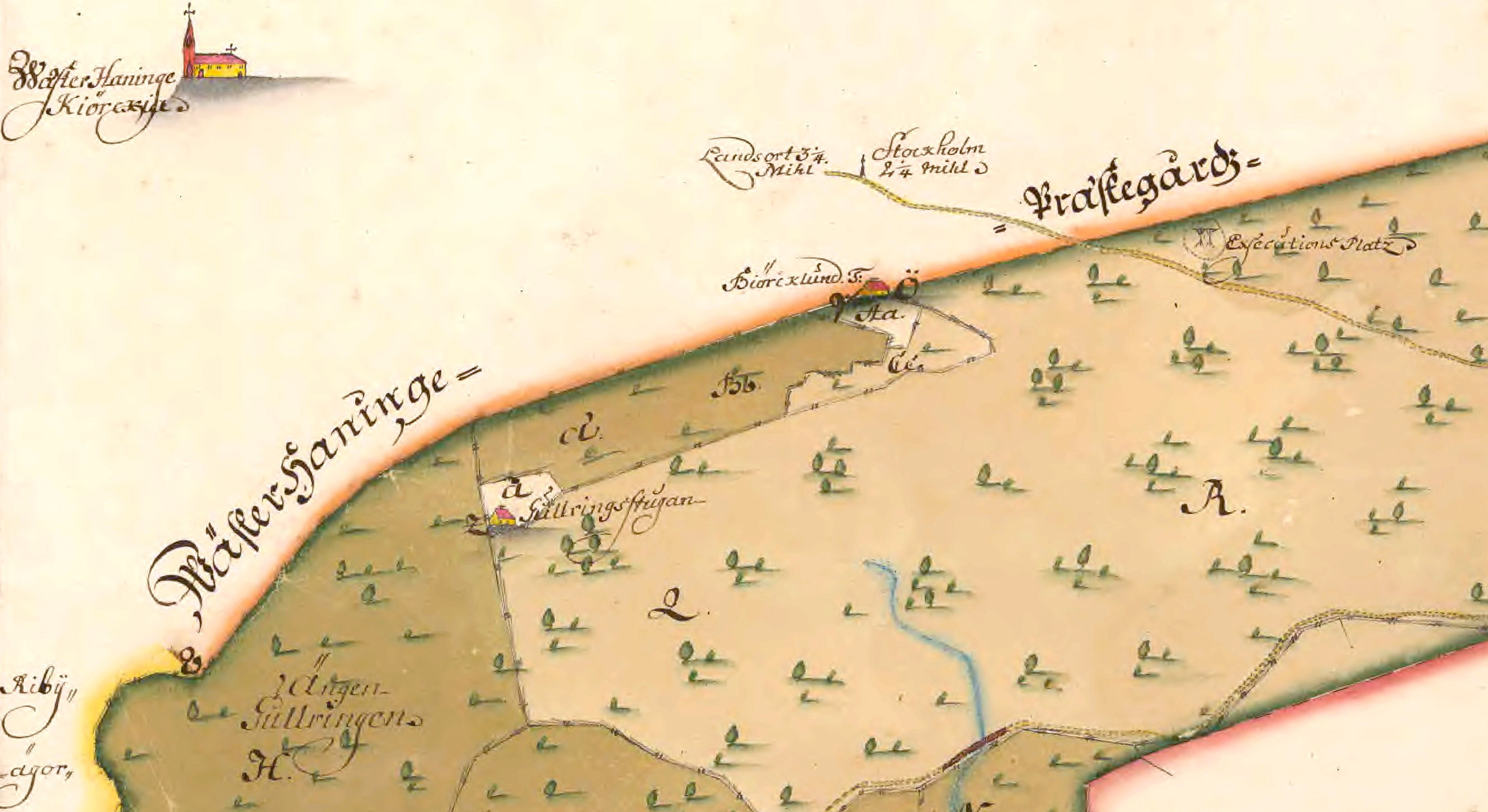
Gullringen på en karta från 1732.
Norr är till höger.

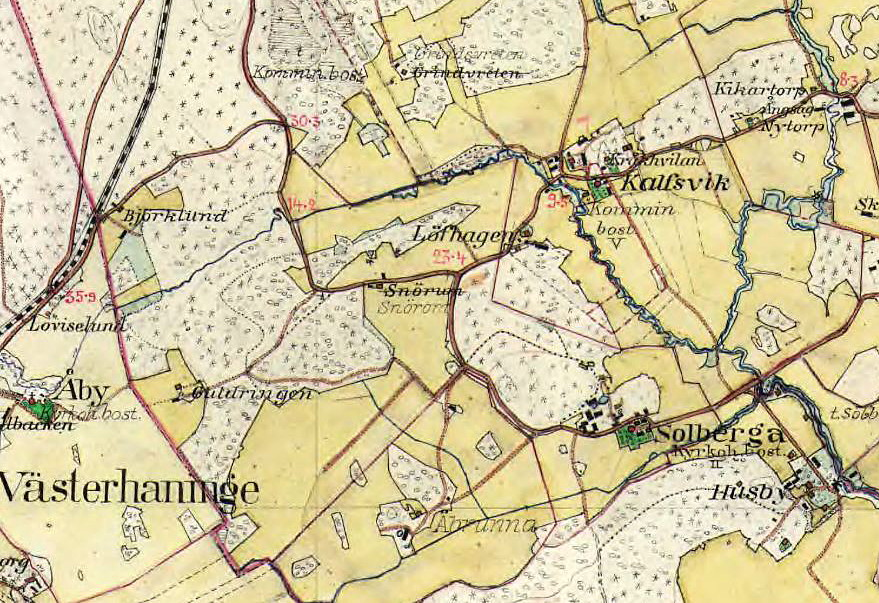
Björklund, Gullringen, Snörom, Kalvsvik och Solberga m.fl., 1900.

Ursprung till namnet Gullringen är inte känt. Enligt ortnamnsforskaren Jöran Sahlgren ("Namn och bygd", 1935) kan det finnas samband med något heligt.
Torpstugan låg mitt ute på den nuvarande åkern, som västerifrån tränger in i Gullringskärret, omedelbart öster om gränsen till Västerhaninge socken. Närmast belägna större bebyggelse i väster är Västerhaninge kyrka med Åby prästgård. Gullringen löd dock under prästgården Solberga i Österhaninge socken, vilket bland annat framgår av en karta över Solbergas ägor från år 1732.
Den äldsta uppgiften om Gullringen finns i ett syneprotokoll från Solberga prästgård upprättat år 1609. Där står bland annat att en stor äng under "Prestebordet heeter Guldringen" och att man där "plägar få 30 lass hö". I ett senare syneprotokoll från 1719 talas om en äng som kallades "Gullringen". Den bestod mest av hård vall och björkskog. Vidare står det att kring ängen finns 720 famnar bibehållen gärdsgård och 400 famnar som skall förbättras samt att "Uti denne ängen är en lada med des dörr behållen". År 1746 värderades stugan till 9 daler och fähuset till 14 daler. I samma värdering antecknades även att de övriga husen har torparna själva uppsatt och även "upphackat åker". 
Den sista torpstugan byggdes troligen på 1720-talet. Huset var en knuttimrat enkelstuga som senare panelades in och byggdes till med en förstukvist. Huvudinfarten var från landsvägen i öster (nuvarande Gullringsvägen) som gick till granntorpet Snörom och vidare till Solberga.

## Boende

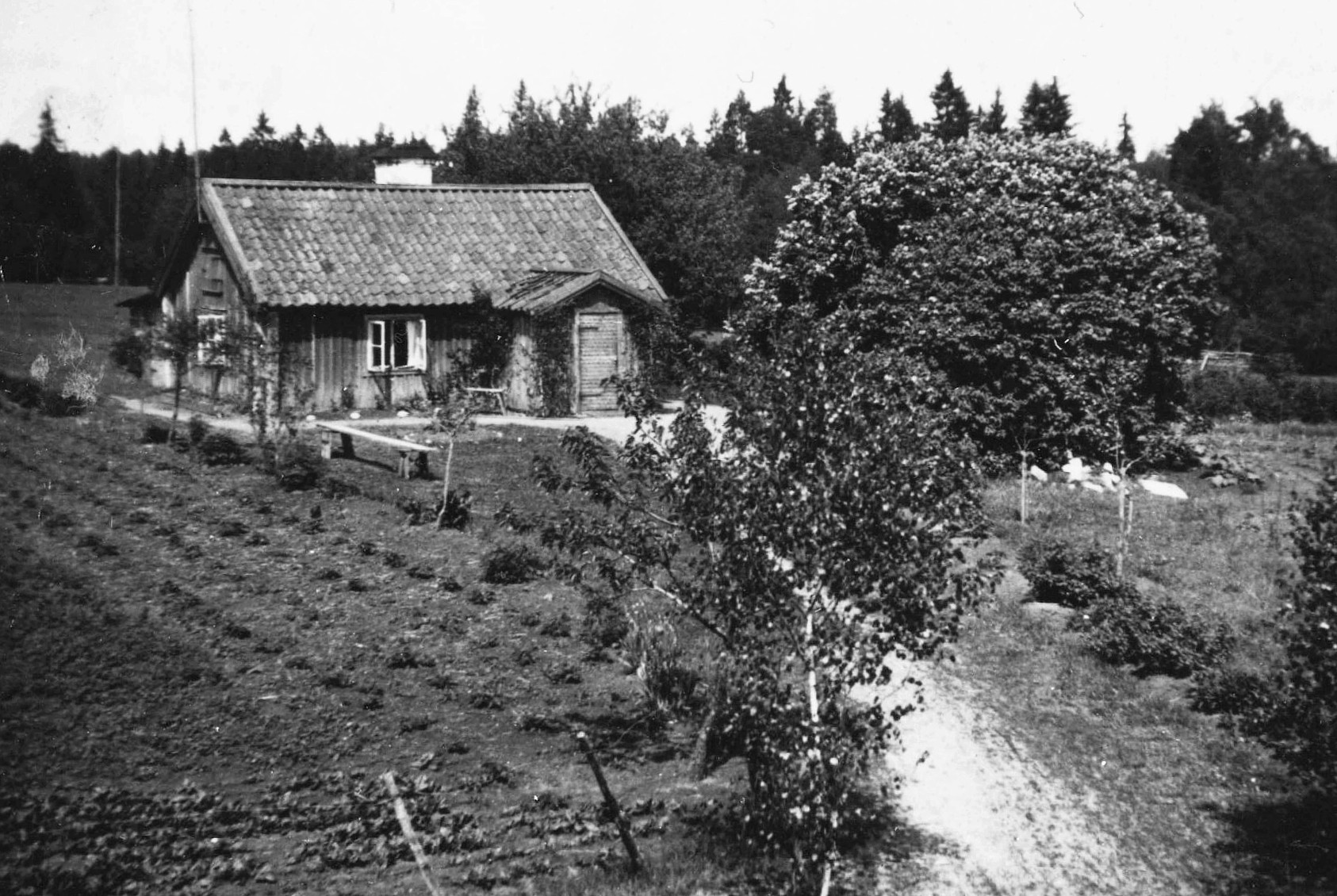
Torpet Gullringen, midsommar 1940.

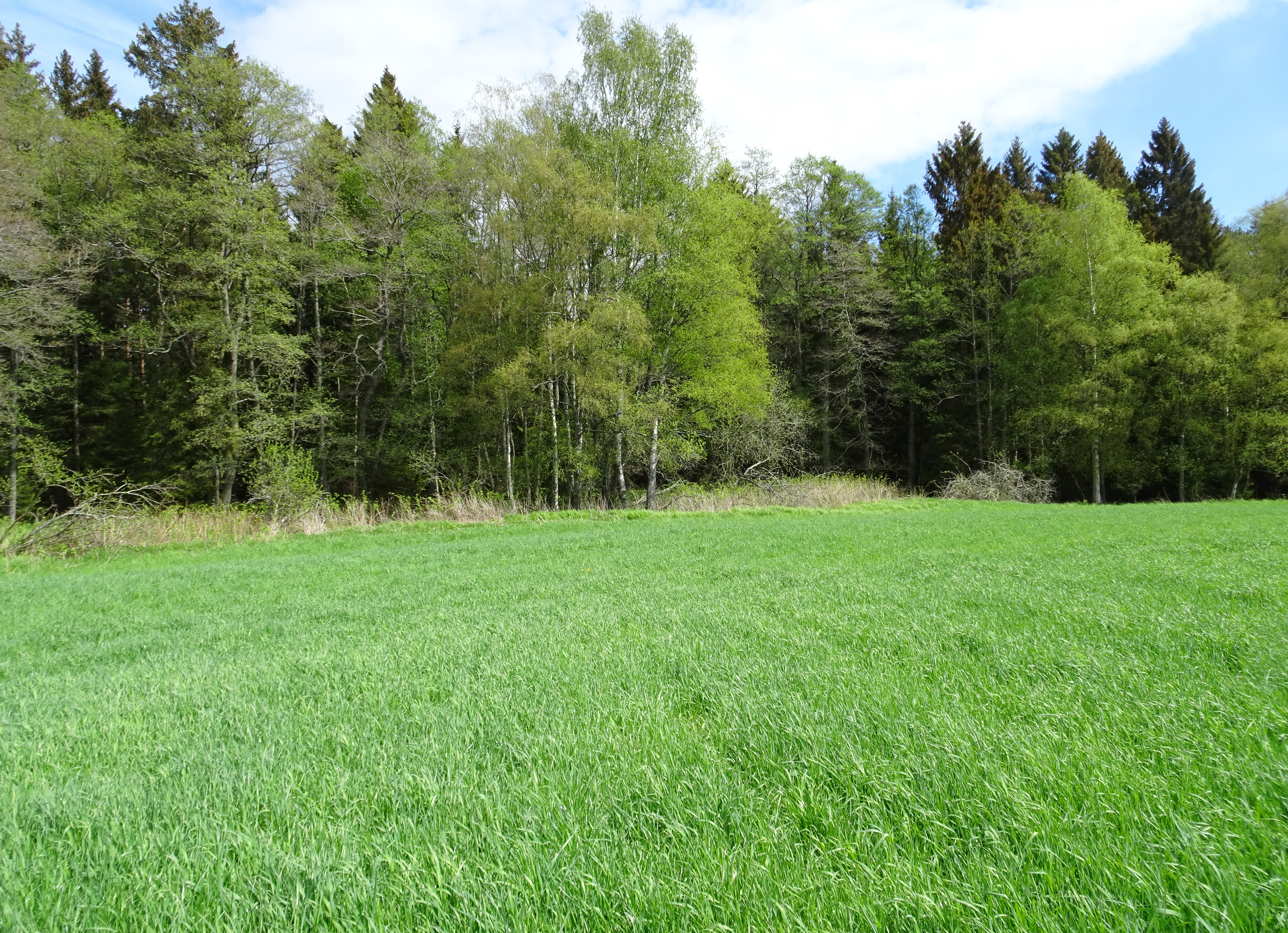
Gullringens gamla tomtplats, maj 2021.

I jordeböckerna från 1731 och 1740 står Gullringsstugan "som skattlagt torp på Prästegårds ägor". I husförhörslängden från 1875 är stället fortfarande upptaget som torp, därefter var det bostad för statare vid Solberga. På 1880-talet bodde åtminstone tre olika familjer i torpet.
På 1890-talet hyrde Karl Fredrik Holmberg (född 1830) stället som då kallades Guldringen. Han var arbetare och bodde här tillsammans med sin drygt 20 år yngre hustru Emilia Persdotter. Utöver deras dotter Karolina Vilhelmina inhystes även änkan Anna Katarina Eriksson (född 1834). 
År 1903 kom Johan Alfred Åkerberg hit som torpare med sin hustru och sina fyra söner från Kalvsviks Båtsmanstorp. 1914 bodde Oskar Leandersson, rättare på Solberga, med sin familj här. Han blev kvar som änkeman till 1931 och stugan förföll. I februari 1934 övertogs stället av stataren Gustaf Olsson med hustru Elvira och barn, som kom att prägla Gullringens sista 20 år. 1947 upphörde jordbruket, man fick dock bo kvar och hyra huset samt grönsakslandet. Familjen Olsson flyttade 1953 till Vendelsö och på försommaren 1953 revs slutligen Gullringen ner till grunden.
I skogsbrynet kan man fortfarande ana stället där den gamla körvägen till torpet gick fram. Några vinbärsbuskar och en del byggnadsrester i skogskanten vittnar om att ett torp har funnits här. För övrigt är marken plöjd och uppodlad.